# SBB RABe 511
Der RABe 511 ist ein vier- bzw. sechsteiliger doppelstöckiger Triebwagenzug der SBB für die S-Bahn Zürich und InterRegio-Verkehre. Die Züge, welche von den SBB als „Regio-Dosto“ bezeichnet werden, bilden die dritte Fahrzeuggeneration von Doppelstockzügen der S-Bahn Zürich. Der Hersteller Stadler Rail ordnet sie seiner Produktfamilie KISS zu.

## Bau und Inbetriebnahme

### Regio-Dosto
Die Entwicklung der RABe 511 begann, als die SBB am 27. Juni 2008 den Auftrag für den Bau der Fahrzeuge der dritten Generation von Doppelstockzügen der Zürcher S-Bahn an Stadler erteilte. Der Vertrag umfasste die Lieferung von insgesamt 50 sechsteiligen Züge ab 2011.
Gegenüber den vorangegangenen Generationen, wie der SBB RABe 514, zeichnen sie sich vor allem durch eine höhere Zahl von Stehplätzen pro Wagen aus, unter anderem, weil wegen der längeren Züge anteilmässig weniger Führerstände mitfahren. Auch wurden 15 Zentimeter Breite gewonnen, indem die Luftkanäle unter die Decke statt in die Seite gelegt wurden; die Stehhöhe beträgt dennoch zwei Meter, weil rührreibgeschweisste Aluminiumstrangpressprofile als Bodenpaneele eingesetzt werden. Die Zahl der Sitzplätze hingegen ist gegenüber den Vorgängermodellen leicht gesunken. Komfortmerkmale wie Niederflureinstiege, Fahrzeug-Klimatisierung und Vakuumtoiletten (zwei, davon eine rollstuhlgängig) sind weiterhin gegeben. Zusätzlich gibt es zwei Multifunktionsbereiche mit Abstellmöglichkeiten für Kinderwagen, Fahrräder und dergleichen. Der sechsteilige Triebzug besteht aus zwei Triebköpfen und vier Mittelwagen. In den Triebköpfen sind alle Achsen angetrieben.
Am 15. April 2010, noch vor der Ablieferung des ersten Zugs, lösten die SBB eine Option für weitere 24 vierteilige Triebzüge desselben Typs ein. Von den insgesamt 74 Einheiten sollen 13 sechsteilige und 24 vierteilige Züge auf RegioExpress-Linien eingesetzt werden, unter anderem auf den Strecken St. Gallen–Chur (ab 2014 Wil–Chur), Zürich–Schaffhausen, Basel–Frick–Zürich, Bern–Biel und Bern–Olten. Die restlichen Züge waren für die Zürcher S-Bahn bestimmt. Am 3. Juni 2010 wurde im Zürcher Hauptbahnhof auf Gleis 54 der erste Zug der Öffentlichkeit vorgestellt. Seit dem Fahrplanwechsel im Dezember 2012 verkehren 13 vierteilige Züge auf der Regio-Express Linie von Genf nach Vevey/Romont, über Lausanne.
Im Juni 2015 hat die SBB bekannt gegeben, dass sie weitere 19 sechsteilige Züge für die S-Bahn Zürich beschaffen wird. Sie sind für die 4. Teilergänzung des Netzes vorgesehen. Der erste Zug wurde im Januar 2016 an die SBB übergeben.

### Interregio-Dosto

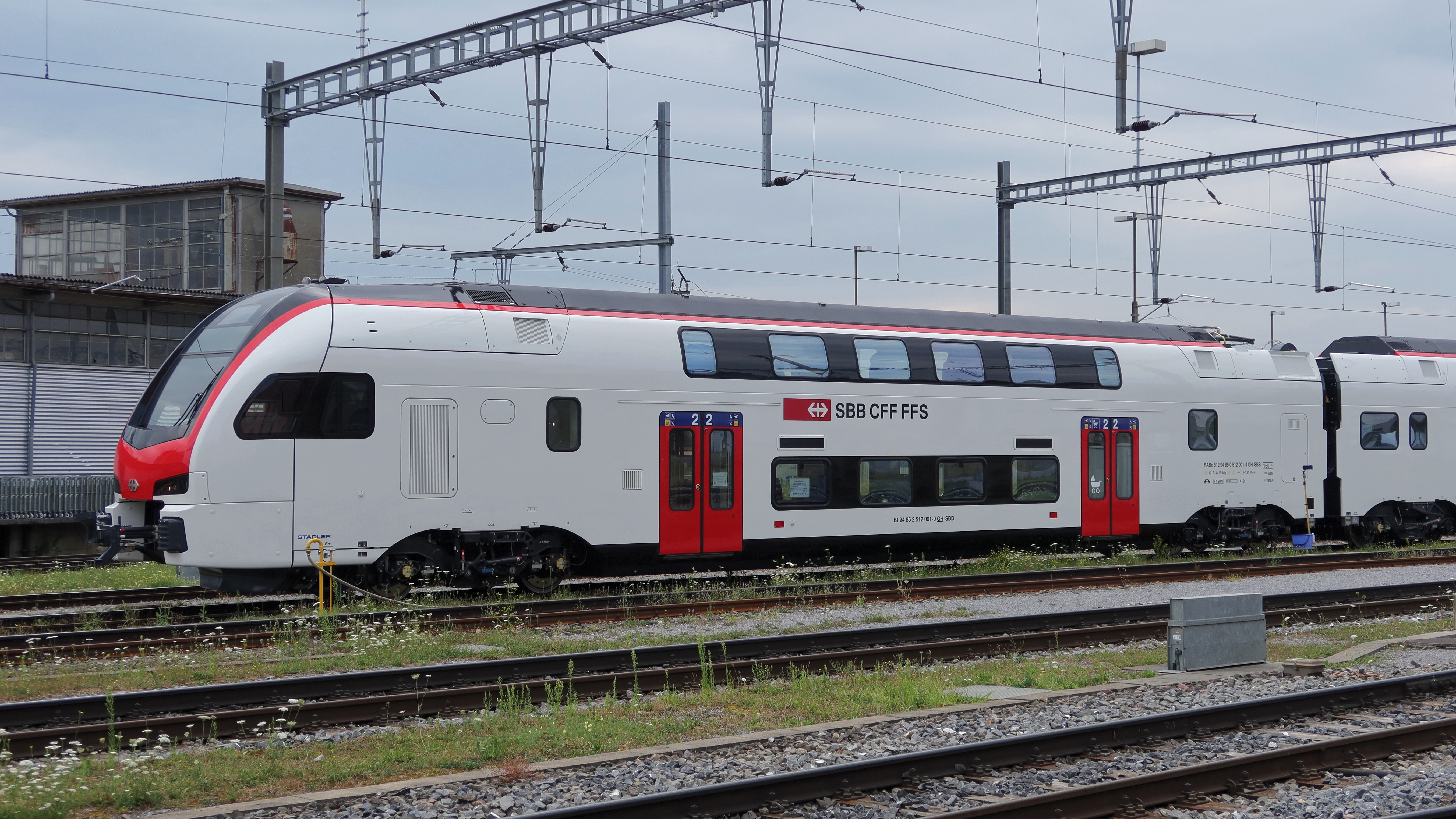
Die RABe 512 sind ebenfalls Interregio-Dostos des Typs KISS

Ab Ende 2012 nutzten die SBB einige der vierteiligen Kompositionen als Interregio-Züge. 2018 kündigten die SBB an, 43 der RABe 511 inwendig entsprechend auszurüsten. Von 2020 bis 2024 werden die Züge für rund 20 Mio. SFr. von Regio-Dosto (RVD) zu Interregio-Dosto (IRD) umgebaut. Unter anderem werden in der 2. Klasse Steckdosen an den Sitzplätzen installiert, in der 1. Klasse wird der Sitzteiler von 2+2 auf 2+1 geändert unter Verwendung der bisherigen Sitze mit breiterer Armlehne sowie grössere Seitenwandtische montiert. Der bisherige 2. Klasse-Bereich auf dem Zwischengeschoss der Wagenseite mit 1. Klasse im Ober- und Unterdeck wird in einen 1. Klasse-Bereich umgewandelt. Umgebaut werden die sechsteiligen RABe 511 015–030 und 036–038 sowie alle vierteiligen RABe 511 101–124. In den umgebauten AB-Wagen stehen nach dem Umbau noch 52 statt 60 Plätze in der 1. Klasse und 30 statt 42 Plätze in der 2. Klasse zur Verfügung. Somit gehen durch den Umbau in den vierteiligen Zügen insgesamt 20, in den Sechsteilern 40 Sitzplätze verloren.
Im April 2021 bestellten die SBB weitere 60 Interregio-Doppelstockzüge, die als RABe 512 bezeichnet werden. 41 dieser Fahrzeuge ersetzen die Altflotte, 19 der Fahrzeuge werden eingesetzt, um im Regionalverkehr in den Regionen Zürich und Westschweiz das Angebot zu verbessern. Die SBB ergänzt damit die vorhandenen 93 IR/RE-Dosto-Fahrzeuge. Die neuen Fahrzeuge sollen ab Ende 2023 auf Interregio-Strecken wie Bern–Zürich–Chur, Basel–Zürich oder Olten–Luzern zum Einsatz kommen.

### Einsatz

#### Regio-Dosto
Zum Stand Fahrplanwechsel 2021 verkehrten die Regio-Dosto auf folgenden Linien der S-Bahn Zürich:
- S 3 (Bülach –) Hardbrücke – Zürich HB – Stadelhofen – Effretikon – Wetzikon (teilweise)
- S 5 Zug – Affoltern a. A. – Zürich HB – Uster – Pfäffikon SZ (teilweise)
- S 7 Winterthur – Kloten – Zürich HB – Stadelhofen – Meilen – Rapperswil (teilweise)
- S 8 Winterthur – Wallisellen – Zürich HB – Thalwil – Pfäffikon SZ
- S 11 Aarau – Lenzburg – Dietikon – Zürich HB – Stettbach – Winterthur – Seuzach/Sennhof-Kyburg (– Wila) (teilweise)
- S 12 Brugg – Altstetten – Zürich HB – Stadelhofen – Winterthur – Schaffhausen/Wil (teilweise)
- S 15 Rapperswil – Uster – Zürich HB – Oberglatt – Niederweningen
- S 19 (Koblenz – Baden –) Dietikon – Zürich HB – Wallisellen – Effretikon (– Pfäffikon ZH) (teilweise)
- S 30 Winterthur – Frauenfeld – Weinfelden (teilweise)
- S 33 Winterthur – Schaffhausen (teilweise)
- 1
- 5(teilweise)
- 7

#### IR-Dosto
Die Schweizerischen Bundesbahnen setzen die IR-Dosto in InterRegio- und RegioExpress-Zügen auf folgenden Relationen ein (Stand 28. November 2023):
- St. Gallen–Sargans–Chur
- Zürich–Sargans–Chur
- Zürich–Schaffhausen
- Zürich–Basel
- Basel–Olten
- Olten–Bern
- Zürich–Olten–Bern
- Genève–Lausanne–Vevey–St-Maurice
- Lausanne–Grandson

### Taufnamen
Ausserdem wurden bisher 14 Züge getauft:
| Betriebsnummer | Taufname            | Bild                      |
| -------------- | ------------------- | ------------------------- |
| 511 001        | Berlin              | Taufname SBB RABe 511 001 |
| 511 002        | Stadt Zürich        | Taufname SBB RABe 511 002 |
| 511 010        | Urdorf              | Taufname SBB RABe 511 010 |
| 511 011        | Dietikon            | Taufname SBB RABe 511 011 |
| 511 014        | Wettingen           | Taufname SBB RABe 511 014 |
| 511 016        | Kanton Luzern       | Taufname RABe 511 016     |
| 511 017        | Kanton Schaffhausen | Taufname SBB RABe 511 017 |
| 511 022        | Kanton St. Gallen   | Taufname SBB RABe 511 022 |
| 511 023        | Kanton Graubünden   | Taufname SBB RABe 511 023 |
| 511 031        | Bezirk Affoltern    | Taufname SBB RABe 511 031 |
| 511 033        | Winterthur          | Taufname SBB RABe 511 033 |
| 511 048        | Rapperswil-Jona     | Taufname SBB RABe 511 048 |
| 511 059        | Pünten              | Taufname SBB RABe 511 059 |
| 511 067        | Zell ZH             | Taufname SBB RABe 511 067 |